# Jakob I av Skottland
Jakob I av Skottland, född 10 december 1394 i Dunfermline Abbey, död 20 februari 1437 i Blackfriars i Perth, var kung av Skottland från 1406 till 1437. Han var son till Robert III av Skottland och Annabella Drummond av Stobhall.

## Biografi
År 1406 tillfångatogs Jakob av engelsmännen under en resa till Frankrike. Fram till 1424 satt han sedan fången på olika slott innan han, efter långvariga förhandlingar, slutligen frigavs mot en lösesumma på 40 000 pund.
I februari 1424 gifte han sig med Johanna Beaufort, dotter till John Beaufort, 1:e earl av Somerset. Han återvände till Skottland, där han kröntes den 21 maj samma år.
Han var en bildad och stark regent, vars förbättringar av administrationen och införande av en mängd nya, nyttiga lagar, gjorde honom mycket populär bland det skotska folket. Däremot var han inte populär bland adeln, då han försökte göra ett slut på deras självrådighet.
Jakob I mördades i ett dominikankloster i Perth av en grupp konspiratörer, ledda av earlen av Atholl och Sir Robert Graham. Den senare hade tidigare på kvällen mixtrat med låskolven till kungens sovrum i klostret. Mördarna torterades sedan till döds.

## Barn
1. Margareta Stuart (1424–1445; gift med Ludvig XI av Frankrike)
2. Jakob II av Skottland (1430–1460)
3. Eleonora av Skottland (1433–1480)